# Francisque (arme)
Pour les articles homonymes, voir Francisque.

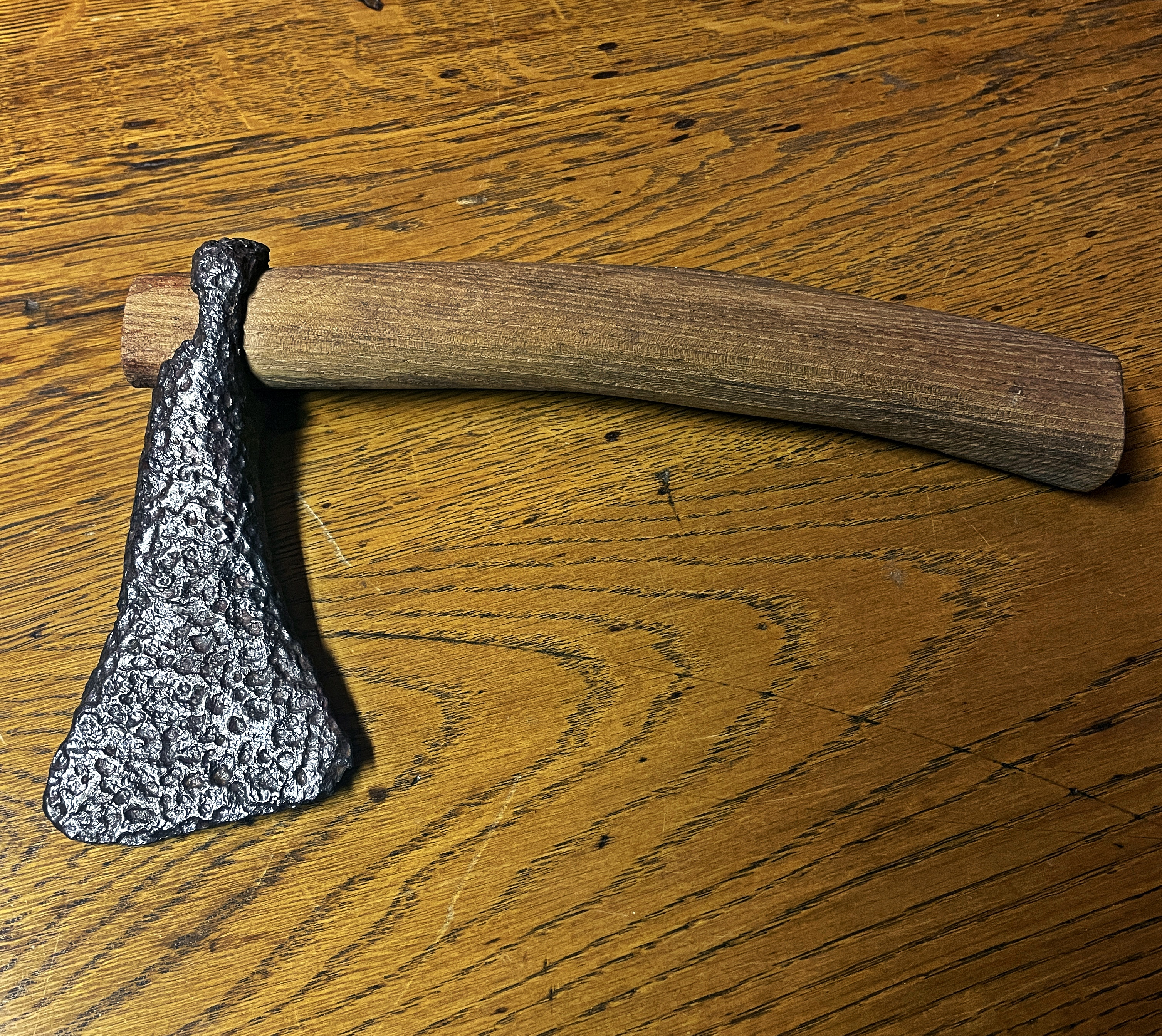
Francisque

La francisque est une hache utilisée par les Francs saliens entre les IVe et VIIIe siècles.

## Étymologie
Le nom francisca apparaît pour la première fois dans le livre Ethymologiarum sive originum, libri XX de Isidore de Séville (vers 570 – 636). Il s'agit du féminin de l'adjectif franciscus (de francus, « franc »), substantivé après élision d'un substantif comme securis, « hache ».

## Description
Les preuves archéologiques indiquent que les élites guerrières franques utilisaient communément la francisque (elle était peu répandue chez les soldats de base). Les soldats l'auraient lancée d'une distance d'environ dix à douze mètres. La lame de la hache était lourde afin de produire un impact important sur la cible, mais puisque l'arme n'était pas équilibrée comme peut l'être un javelot, la francisque n'avait pas une trajectoire très régulière, réduisant la portée et la précision.
La francisque se reconnaît à la courbure en forme de S caractéristique du sommet du fer, le bord inférieur de la lame s'incurvant vers l'intérieur puis formant un coude avec le manche. Le centre du fer forme un angle d'environ 90 à 115° avec le manche. La plupart des francisques ont un œil rond ou en goutte d'eau pour le passage d'un manche conique, similaire à celui des haches Viking et des tomahawks. La plupart des lames de francisque mesurent entre onze et vingt-deux centimètres de long et pèsent entre 200 et 1 300 grammes.
Le régime de Vichy a utilisé dans son iconographie l’image d’une francisque double stylisée — à comparer aux faisceaux de licteurs.

## Dans la culture populaire
La francisque est reprise dans le jeu vidéo Age of Empires II où elle est utilisée par l'unité unique des Francs, le « lanceur de hache ».